# Cellnex Telecom
Cellnex Telecom es una compañía española de servicios e infraestructuras de telecomunicaciones inalámbricas que cuenta con una cartera proyectada de hasta 135.000 emplazamientos en toda Europa. Su actividad se divide en cuatro grandes áreas: servicios para infraestructuras de telecomunicaciones; redes de difusión audiovisual; servicios de redes de seguridad y emergencia, y soluciones para la gestión inteligente de infraestructuras y servicios urbanos (smart cities e Internet de las cosas, -IoT-).
Marco Patuano es el CEO de la compañía desde que la Junta de Accionistas, celebrada en junio de 2023, lo ratificó. Es sucesor de Tobías Martínez, el cual lideró el importante crecimiento y expansión de la compañía desde su salida a bolsa el 2015.
Anne Bouverot es la presidenta no ejecutiva de la compañía desde marzo de 2023.
La sede social de la compañía se encuentra en las oficinas de la calle Juan Esplandiú en Madrid desde octubre de 2017, después de que Cellnex Telecom anunciase en un comunicado a la CNMV el traslado de sus oficinas centrales, una operación que  no incluye a las sociedades del grupo que prestan sus servicios exclusivamente en Cataluña.
Cellnex Telecom tuvo unos ingresos de 3.499 millones de euros en 2022 y registró un ebitda de 2.630 millones. A cierre de 2022 la plantilla estaba compuesta por 3.018 trabajadores.
Cellnex Telecom cotiza en el mercado continuo de la Bolsa española y forma parte de los selectivos IBEX35 y EuroStoxx 600. Asimismo, forma parte de los índices de sostenibilidad FTSE4GOOD, CDP (Carbon Dis-closure Project) y Standard Ethics.

## Historia
En 2000, Acesa Telecom (posteriormente Abertis Telecom) adquiere el 52% de las acciones de Tradia. Es en ese momento cuando Abertis Telecom (actualmente Cellnex Telecom) comienza su andadura en el sector audiovisual y de las radiocomunicaciones móviles para cuerpos de seguridad y emergencias. Tres años después, tras finalizar el proceso de escisión de Auna, el negocio audiovisual de Retevisión pasa a formar parte de Abertis Telecom. En 2005 inicia el despliegue de la Televisión Digital Terrestre en España, con una red que alcanza el 80% de cobertura de población y realiza las primeras pruebas de TDT en teléfonos móviles en Madrid, Barcelona, Valencia, Zaragoza y Gijón. Un año después, en 2006, la compañía se adjudica el contrato por el cual se convierte en el operador de las señales de TDT para los radiodifusores españoles de cobertura nacional. En 2010 se produce el “Apagón Analógico" en España, tras la completa digitalización de la red de centros de Abertis Telecom. Entre 2012 y 2013, la compañía adquiere más de 2.500 torres de telecomunicación a Telefónica y Yoigo, y sienta las bases de su futura posición como operador neutro en el desarrollo de las redes de nueva generación. En 2014 adquiere TowerCo, operador de telecomunicaciones italiano, que gestiona las torres de telefonía móvil ubicadas en el conjunto de la red de autopistas de dicho país, iniciando así el proceso de internacionalización. Ese mismo año despliega la primera red de Internet of Things (IoT) en España con tecnología Sigfox.   

### Salida a Bolsa
Cellnex Telecom es el nombre con el que se rebautizó a la empresa Abertis Telecom  para preparar su salida a Bolsa. La compañía, filial de la empresa Abertis, cambió oficialmente su nombre el día 1 de abril de 2015, después de aprobarse en la junta de accionistas que tuvo lugar el 23 de marzo del 2015 en Barcelona. El 24 de abril se hizo público que la empresa debutaría en Bolsa el 7 de mayo del mismo año, a un precio que oscilaría entre 12 y 14 euros por acción, estimando una capitalización bursátil entre 2.780 y 3.243 millones de euros.
Cellnex inició su negociación en Bolsa con el tradicional toque de campana en la Bolsa de Madrid que fue realizado por el presidente de Cellnex y consejero delegado de Abertis en aquel momento, Francisco Reynés, y por el consejero delegado (CEO) de la filial, Tobías Martínez, quien tres años después asumiría la presidencia de la compañía.
Con la salida a Bolsa de Cellnex Telecom, la cuarta en 2015, Abertis cumplió uno de los principales objetivos del Plan Estratégico 2015-2017, con el que pretendía poner en valor su negocio de telecomunicaciones y lograr recursos para invertir en el crecimiento y expansión internacional de su división de autopistas. La filial de telecomunicaciones de Abertis marcó su primer cruce en 15,5 euros en el toque de campana que tuvo lugar a las 11 horas del 6 de mayo de 2015 en la Bolsa de Madrid. Las acciones de la compañía subieron más de un 10% en su primera sesión, hasta los 15,41 euros. Posteriormente, su cotización bajó ligeramente de esos 15,5 euros. Cellnex marcó un mínimo intradía de 15 euros y un máximo de 15,695 euros.
En julio de 2015, Cellnex Telecom realizó su primera emisión de bonos por un importe de 600 millones de euros, a un plazo de siete años y un tipo de interés del 3,25%.

### Entrada en el Ibex 35
El Comité Técnico Asesor del Ibex 35, tras la primera revisión ordinaria del comité del jueves 9 de junio de 2016, comunicó la salida de Sacyr y OHL del selectivo español y su sustitución por Cellnex Telecom y Viscofan. Estos cambios en la composición del selectivo se materializaron el  20 de junio de 2016. El ajuste del índice se realizó al cierre de la sesión del 17 de junio. La compañía de telecomunicaciones mantuvo su cotización desde su debut en la Bolsa el 7 de mayo de 2015, en los niveles de su precio de salida (14 euros) y la capitalización de mercado alcanzó los 3.300 millones.El coeficiente aplicable a Cellnex fue del 80%, con un total de casi 185,4 millones de acciones a efectos de cálculo del índice.
Desde la salida a bolsa en 2015 Cellnex ha ejecutado o comprometido inversiones por valor de cerca de 10.800 millones de euros destinados a la adquisición o construcción –hasta 2027-- de hasta 42.700 infraestructuras de telecomunicaciones.

### Cronología reciente

#### 2019
- Enero: El 3 de enero, Deutsche Telekom renueva la calificación de Cellnex como “Zero Outage Supplier”[17] por segundo año consecutivo por sus estándares de calidad en la gestión de extremo a extremo del servicio de conectividad para la transmisión de datos. El 8 de enero, Cellnex coloca 200 millones de euros en bonos convertibles. El 10 de enero, el Gobierno Vasco adjudica a Cellnex Telecom un proyecto para dotar de tecnología y conectividad IoT 114 viviendas públicas[18] de alquiler social ubicadas en Vitoria.
- Febrero: El 25 de febrero, Cellnex presenta en el MWC19 el ecosistema de infraestructuras necesarias para el despliegue efectivo del 5G:[19] La densificación de la red mediante Sistemas Distribuidos de Antenas (DAS) y Small Cells, el “backhaul” de fibra óptica a torres y antenas, y el “Edge Computing”. El 25 de febrero, Cellnex, SITEP, Grupo MASMOVIL y 5G Barcelona presentan un dron contra incendios[20] con tecnología 5G que permitirá reducir los tiempos de respuesta, habilitar la monitorización remota de la situación y optimizar recursos para extinguir el fuego. El 27 de febrero, Cellnex, Intel y NearbyComputing presentan “Adaptive Edge” la tecnología que asigna recursos de red y computación en tiempo real a las situaciones de alta demanda de datos. Gracias a esta tecnología los operadores podrán adaptar con antelación y en tiempo real la necesidad de recursos de red, liberar ancho de banda y mejorar la experiencia de usuario. El 28 de febrero, Cellnex anuncia una ampliación de capital por 1.200 millonesde euros[21] –con derechos de suscripción preferente para los accionistas actuales y un precio de suscripción de 17,89 euros por cada acción nueva-, para aumentar los recursos propios destinados a financiar la ampliación del portafolio de infraestructuras de telecomunicaciones que gestiona la compañía en Europa.
- Marzo: El 19 de marzo, Cellnex Switzerland y Swiss Fibre Net (SFN) firman un acuerdo[22] para colaborar en el desarrollo de las comunicaciones móviles en Suiza mediante la conectividad de fibra ópticaa las antenas y small cells, uno de los elementos clave para el despliegue del 5G. El 22 de marzo, Cellnex anuncia el cierre de la ampliación de capital por 1.200 millones de euros. Un 98,8% de los titulares de derechos de suscripción preferente acudieron a la ampliación. La demanda superó en 16 veces el total de 66,9 millones de acciones nuevas de la ampliación. Las nuevas acciones iniciaron su negociación en el mercado continuo a partir del 27 de marzo. El 29 de marzo, Cellnex presenta el proyecto Mobility Lab,[23] desarrollado por la compañía en las instalaciones del Circuit Parcmotor Castellolí de Barcelona, que lo convierte en uno de los primeros circuitos conectados de Europa y en un espacio de pruebas pionero e innovador para el desarrollo de soluciones tecnológicas ITS asociadas al 5G, a la movilidad sostenible y al vehículo autónomo.
- Abril: El 3 de abril, Cellnex se suma al Charterde la Diversidad en España.[24] La adhesión de la compañía a esta iniciativa refuerza su compromiso con un entorno laboral socialmente respetuoso y a favor de la igualdad, la diversidady la no discriminación. El 24 y 25 de abril, Cellnex presenta en el 5G Fórum de Málaga el ecosistema de infraestructuras necesario para desplegar el 5G entre las que destacan los sistemas DAS, la fibra óptica y el Edge Computing.
- Mayo: El 7 de mayo, Cellnex anuncia un acuerdo de alcance europeo con Iliad –en Francia e Italia- y con Salt en Suiza que supone incrementar en 10.700 emplazamientos (5.700 en Francia, 2.200 en Italia y 2.800 en Suiza) el portafolio de la compañía con una inversión para Cellnex de 2.700 millones de euros. A este acuerdo se suman el despliegue hasta 2027 de 4.000 nuevos emplazamientos (2.500 en Francia y 1.000 en Italia para Iliad, y 500 para Salt en Suiza) con una inversión global prevista que alcanza los 1.350 millones. El 13 de mayo, Cellnex y la Mesa del Tercer Sector Social de Cataluña amplían a 50 viviendas[25] el alcance del proyecto iniciado a finales de 2017 de sensorización de viviendas sociales para seguir avanzando en la aplicación de la conectividad y las tecnologías vinculadas al Internet de las Cosas (IoT) en este tipo de hogares, especialmente dirigidos a colectivos en riesgo de exclusión social. El 28 de mayo, Cellnex activa la red móvil de la Torre Hadid de Milán, que ha equipado con un Sistema Distribuido de Antenas (DAS) multioperador para dotar de conectividad los 42 pisos y 3 plantas subterráneas de este emblemático rascacielos, incluso en los ascensores (que alcanzan velocidades de 7 metros por segundo). El 29 de mayo, las acciones de Cellnex Telecom (CLNX SM) entran a formar parte del índice MSCI Europe.
- Junio: El 4 de junio, Cellnex y BT anuncian la firma de un acuerdo[26] estratégico de colaboración a largo plazo a través del cual Cellnex adquirió los derechos de explotación y comercialización de 220 torres de telecomunicaciones de altura en el Reino Unido. El acuerdo, por valor de 100 millones de libras esterlinas, incrementa en prácticamente un 40% los emplazamientos que Cellnex gestionará en el Reino Unido.
- Julio: El 2 de julio, el ICO concede un préstamo de 100 millones de euros a Cellnex Telecom.[27] El importe del crédito se destinará a financiar el proceso de internacionalización del grupo. El 3 de julio, el Cruïlla se convierte en el primer festival musical europeo 5G[28] gracias a Mobile World Capital Barcelona, Cellnex Telecom , ACCIONA, MASMOVIL y Qwilt, en el marco de la iniciativa 5G Barcelona. Los asistentes a la décima edición del festival pudieron experimentar qué se siente al disfrutar en directo de un concierto desde el escenario, al lado de sus artistas preferidos, mediante una experiencia de realidad virtual e inmersiva 360° con tecnología 5G. El 18 de julio Securitas Direct renueva y amplía su contrato de servicios IoT con Cellnex para un período de 15 años.[29] Securitas Direct prevé incementar gradualmente la tipología y número de dispositivos conectados a la red IoT de Cellnex, basada en tecnología Sigfox. Por su parte, Cellnex ampliará con Sigfox la capacidad de su red IoT en España y extenderá su cobertura a Portugal.

#### 2018
- Marzo: El 5 de marzo, Cellnex firma un acuerdo con Sigfox para desplegar la primera red global para Internet de las cosas en Suiza.[30]
- Mayo: Se presenta la nueva plataforma audiovisual de TDT “LovesTV”. Cellnex Telecom es el proveedor tecnológico de esta plataforma de servicios desarrollada por RTVE, Atresmedia y Mediaset España, y basada en la tecnología HbbTV que mejora la interactividad con el espectador.
- Junio: Cellnex “conecta” a la banda ancha el Gran Teatre del Liceu en Barcelona a través de un nuevo Wi-Fi y un sistema DAS para la cobertura móvil de voz y datos, y anuncia el acuerdo con SABA para equipar 43 aparcamientos de SABA y BAMSA en toda España, mediante Sistemas Distribuidos de Antenas (DAS) y Small Cells, escalable en el futuro en ambos casos, a 5G. Además, El 25 de junio Standard & Poor’s confirma el Rating BB+ con perspectiva estable de Cellnex.eEstructura de la compañía y el 25 de junio Standard & Poor’s confirma el Rating BB+ con perspectiva estable.
- Julio: Tradia, compañía del grupo, acuerda la adquisición de Xarxa Oberta de Catalunya (XOC), operador neutro de telecomunicaciones dedicado al despliegue, operación y mantenimiento de redes de fibra óptica.
- Noviembre: El 28 de noviembre, la plataforma de contenidos LOVEStv inicia oficialmente sus emisiones.[31] La plataforma impulsada por RTVE, Atresmedia y Mediaset España se puede ver a través de los canales de la TDT de manera gratuita y sin necesidad de búsqueda, descarga o instalación de ninguna aplicación. LOVEStv fue galardonada con el Grand Prix del Jurado de los HBbbTV Awards 2018 en Berlín.[32]
- Diciembre: El 5 de diciembre, Cellnex se suma a la iniciativa 5G Barcelona[33] para convertir la ciudad en un hub digital de 5G de referencia a nivel europeo. Cellnex desarrollará con 5G Barcelona un proyecto piloto en el ámbito de las comunicaciones de seguridad y emergencias. El 10 de diciembre, Cellnex y Bouygues Telecom amplían su acuerdo de colaboración en Francia. Cellnex desplegará hasta 88 nuevos centros estratégicos de telecomunicaciones -“Central Offices” y “Metropolitan Offices”-, con potencial para albergar capacidad de proceso de datos (“Edge Computing”), uno de los elementos clave para el despliegue del 5G. El acuerdo se ejecutará hasta 2024 con una inversión prevista de 250 millones de euros. El 11 de diciembre, Cellnex equipa el recinto de Gran Vía de Fira Barcelona[34] con tecnología y conectividad IoT, mediante una red de sensores monitorizados a distancia y en tiempo real, para optimizar las condiciones de confort de expositores y visitantes. Y el 27 de diciembre, Cellnex entra en el capital de Nearby Sensor.[35] La compañía aporta 0,5 millones de euros equivalentes a una participación del 15% en la start-up dedicada al despliegue del Internet de las Cosas (IoT), la computación distribuida (Edge Computing), y la automatización de procesos híbridos ITOT (IoT industrial), que eclosionarán con el despliegue del 5G.

#### 2017
- Febrero: Nuevo acuerdo en Francia con Bouygues Telecom por el cual Cellnex France suma 3.000 emplazamientos a su actual cartera de 500 en Francia. JCDecaux y Cellnex firman una alianza comercial en Italia y España para acelerar el despliegue de las redes DAS y “Small cells”.[36]
- Julio: Adquiere a WIND el 10% del capital de Galata Towers que aún no controlaba.
- Agosto: en consorcio con Swiss Life Asset Managers y Deutsche Telekom Capital Partners (DTCP) cierra un acuerdo con Sunrise Communications International para la compra del 100% de Swiss Towers en Suiza.[37]
- Septiembre: Cellnex Telecom adquiere Alticom en Holanda.[38]
- Diciembre: Cellnex firma un convenio con entidades del Tercer Sector para desarrollar el Internet de las cosas en viviendas sociales.[39]

#### 2016
- Mayo: Cellnex Telecom firma un acuerdo con Protelindo Netherlands para la adquisición de sus 261 emplazamientos de telecomunicaciones en los Países Bajos.[40]
- Junio: Cellnex Telecom adquiere la italiana CommsCon.[41]
- Julio: Cellnex entra en Francia con la adquisición de 230 torres de telecomunicaciones a Bouygues Telecom.[42]
- Septiembre: Cierra la compra de Shere Group,[43] consolidando su presencia en Holanda[44] e incorpora activos en Reino Unido.
- Diciembre: Cellnex Telecom amplía su acuerdo en Italia con Linkem[45] y cierra la segunda fase de su acuerdo con Bouygues Telecom ampliando hasta 500 emplazamientos el portafolio de torres adquiridas al operador francés.

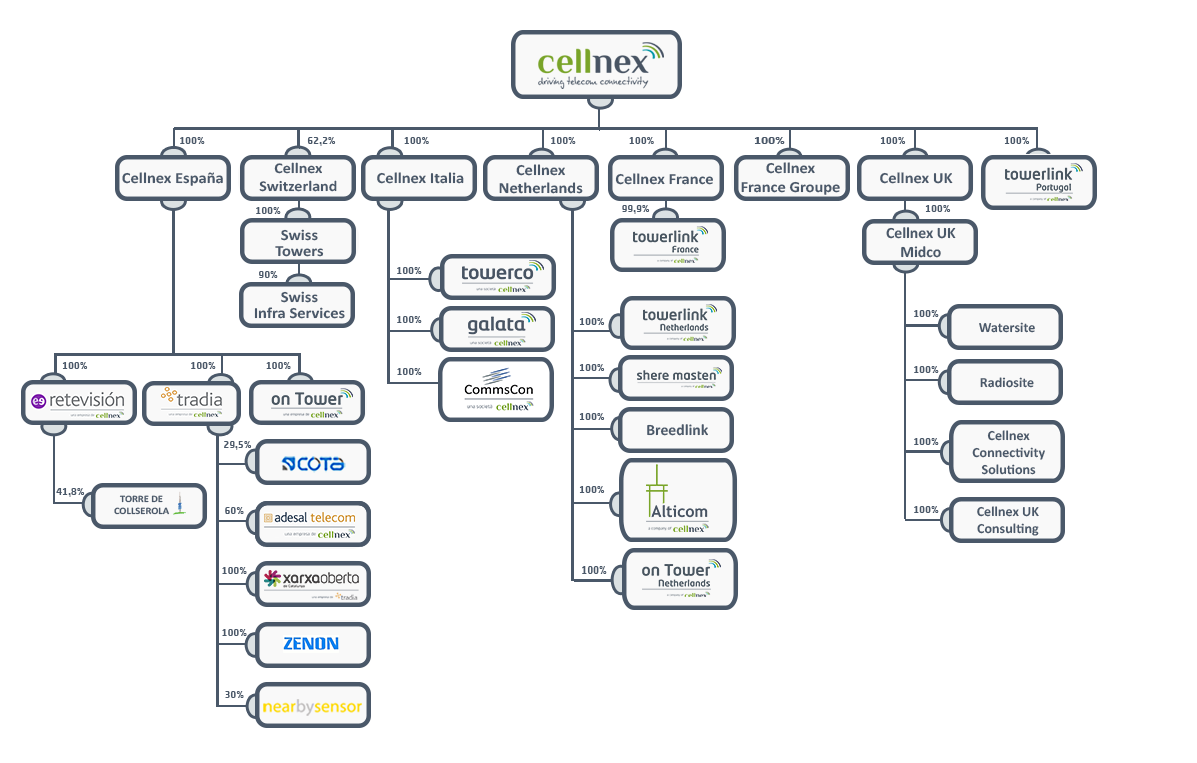
Estructura de la compañía

## Consejo de Administración[46]
Presidenta - Anne Bourverot  
- Fecha de nombramiento: 31/05/2018 (Reelección 28/04/2022) 
Consejero Delegado - Marco Patuano 
- Fecha de nombramiento: 01/06/2023 
Vocales:
- Pierre Blayau - (Independiente) - Fecha de nombramiento: 16/04/2015 (Reelección 31/05/2018, 28/04/2022)
- Marieta del Rivero Bermejo (Independiente) - Fecha de nombramiento 27/04/2017 (Reelección 21/07/2020, 01/06/2023)
- María Luisa Guijarro Piñal (Idenpendiente) - Fecha de nombramiento 31/05/2018 (Reelección 28/04/2022)
- Christian Coco (Dominical) - Fecha de nombramiento 02/04/2020 (Reelección 21/07/2020, 01/06/2023)
- Alexandra Reich (Dominical) - Fecha de nombramiento 16/12/2020 (Reelección 29/03/2021)
- Kate Holgate (Independiente) - Fecha de nombramiento 28/07/2021 (Reelección 28/04/2022)
- Ana García Fau (Independiente) - Fecha de nombramiento 18/07/2022 (Reelección 01/06/2023)
- María Teresa Ballester (Independiente) - Fecha de nombramiento 26/04/2023 (Reelección 01/06/2023)
- Jonathan Amouyal (Dominical) - Fecha de nombramiento 26/04/2023 (Reelección 01/06/2023)
- Óscar Fanjul Martín (Independiente) - Fecha de nombramiento 01/06/2023
- Dominique d'Hinnin (Independiente) - Fecha de nombramiento 01/06/2023

Secretario no Consejero
Javier Velázquez Vioque - Fecha de nombramiento 31/12/2019
Vicesecretaria no Consejera
Virginia Navarro Virgós - Fecha de nombramiento 26/09/2019                                                

## Accionariado
| Edizione                                    | 9,903%  |
| The Children's Investment Master Fund (TCI) | 9,384%  |
| GIC                                         | 7,031%  |
| JP Morgan                                   | 5,229%  |
| Canada Pension Plan Investment              | 5,190%  |
| Blackrock                                   | 5,110%  |
| CK Hutchison Networks Europe                | 4,828%  |
| Criteria                                    | 4,774%  |
| Norges Bank                                 | 3,003%  |
| Otros accionistas                           | 45,548% |

A continuación se facilita el acceso a la información que existe en los registros públicos de la Comisión Nacional del Mercado de Valores (“CNMV”) sobre los accionistas significativos de Cellnex Telecom S.A e instrumentos financieros.

## Áreas de negocio
Cellnex Telecom está presente en cuatro grandes áreas de negocio:
1. Servicios de Infraestructuras de Telecomunicaciones: Dispone de más de 24.000 emplazamientos. La compañía ofrece un conjunto de servicios destinados a asegurar las condiciones para una transmisión fiable y de calidad para la difusión inalámbrica de contenidos, ya sean, voz, datos o contenidos audioviduales.
2. Redes de difusión audiovisual: Cellnex ofrece cobertura de TDT y radio al 99% de la población en España y trabaja en el impulso del sector como Entidad Certificadora de TDT Híbrida.
3. Smart Cities, IoT & Seguridad: La compañía ha desplegado la primera red de Internet of Things (IoT) de España, con tecnología Sigfox y una cobertura cercana al 95% de la población. Asimismo, Cellnex Telecom diseña, despliega y opera redes que garantizan sus comunicaciones a los cuerpos de seguridad y emergencias, flotas de vigilantes forestales, protección civil y bomberos, entre otros.
4. DAS & Small Cells: Cellnex Telecom facilita mediante los sistemas DAS (Distributed Antenna System) y “small cells” conectividad de banda ancha para aquellos operadores móviles que requieren una cobertura garantizada en espacios como estadios deportivos,[48] centros comerciales, aeropuertos, líneas de metro o estaciones ferroviarias.

## Presencia en Europa
La empresa dispone de miles de torres de telefonía móvil, siendo el primer operador europeo independiente en la gestión de infraestructuras de telecomunicaciones. Cellnex Telecom esta especializada en el despliegue de las redes preparadas para la tecnología 5G gracias presencia en Europa, con cerca de 53.000 emplazamientos - incluidos small cells y Sistemas Distribuidos de Antena (DAS)- en doce países europeos: España, Italia, Holanda, Francia, Reino Unido, Suiza, Irlanda, Portugal, Suecia, Austria, Dinamarca y Polonia.    

### Cellnex España
Cellnex Telecom dispone en España de una red de infraestructuras de telecomunicaciones con 8.832 emplazamientos operativos distribuidos por todo el territorio, que proporcionan una amplia cobertura geográfica y permiten ofrecer servicios a los operadores móviles, radiodifusores y administraciones. Cellnex, como operador neutro, ofrece a todos los operadores móviles los servicios necesarios para la transmisión inalámbrica de datos y contenidos, permitiendo a sus clientes un alto grado de eficiencia en el despliegue de redes y posicionándose en el desarrollo de las redes 5G.

### Cellnex Italia
Cellnex es el principal operador independiente de infraestructuras de telecomunicaciones inalámbricas en Italia. Los 10.000 emplazamientos que Cellnex opera en Italia a través de Galata y Towerco, constituyen una de las redes más densas y capilares que cubren todo el territorio italiano, posicionando a la compañía en una situación privilegiada para acompañar el rápido despliegue de las redes de nueva generación. Por otro lado, CommsCon gestiona más de 1.500 nodos DAS, una cifra que no para de crecer. Tanto Galata, Towerco como CommsCon, las compañías a través de las cuales opera Cellnex en Italia, trabajan bajo el concepto multioperador y multiservicio, que se demuestra clave en el desarrollo de redes y servicios inalámbricos, al optimizar las inversiones y permitir una racionalización y utilización más eficiente –en términos operativos y ambientales- de la capacidad y red instalada. Además, en mayo de 2019, Cellnex anunció un nuevo acuerdo con Iliad Italia por el que la compañía ha adquirido 2.200 nuevos emplazamientos. En total, Cellnex dispone de una red de 14.230 emplazamientos en el país transalpino. 

### Cellnex Francia
Cellnex France se creó en julio de 2016 tras llegar a un primer acuerdo de adquisición de emplazamientos de telecomunicaciones a Bouygues Telecom. El acuerdo con la compañía, que incluye el despliegue de emplazamientos hasta 2022, se renovó en febrero de 2017 y en diciembre de 2018 y le ha otorgado a Cellnex los medios para ser a corto plazo un operador significativo en el segmento de la prestación de servicios de infraestructuras a los operadores de telecomunicaciones franceses Además, en mayo de 2019 la compañía dio a conocer un nuevo acuerdo con Iliad Francia con el que gestionará los emplazamientos que actualmente están integrados en Free, el operador francés de voz y datos. En total, Cellnex dispone de una red de 13.750 emplaamientos en Francia.

### Cellnex Holanda
Cellnex Telecom adquirió Towerlink Netherlands B.V., Shere Masten B.V. en 2016 y Alticom B.V. en 2017. Las tres sociedades tienen conjuntamente en cartera más de 918 emplazamientos de telecomunicaciones para la distribución de comunicación y telecomunicación de datos móviles. Los principales clientes interesados en los servicios de infraestructuras de telecomunicaciones son los operadores de red móvil holandeses KPN, Vodafone, T-Mobile y Tele2. Los emplazamientos están distribuidos por todo el país y son gestionados por un equipo de profesionales desde su céntrica oficina de Reeuwijk.

### Cellnex UK
Cellnex ha adquirido la división de telecomunicaciones del grupo Arqiva en Reino Unido, lo que le supone sumar 8.300 emplazamientos en el mercado británico. El acuerdo llega tras el anuncio en junio de la alianza estratégica a largo plazo con BT, por el cual Cellnex obtuvo los derechos de comercialización y explotación de 220 torres de gran altura distribuidas por Reino Unido. Esta alianza supone la adquisición de cerca de 7400 emplazamientos de propiedad y los derechos de comercialización de unos 900 emplazamientos más repartidos por todo el territorio británico. Cellnex se convierte de esta manera, en el principal operador independiente de infraestructuras de telecomunicaciones inalámbricas en el Reino Unido. El acuerdo también incluye concesiones de uso del mobiliario urbano para el despliegue de infraestructura de telecomunicaciones en 14 distritos (“Boroughs”) de Londres.

### Cellnex Suiza
Suiza cuenta actualmente con un total aproximado de 11.300 torres y emplazamientos que dan servicio y cobertura de voz y datos en movilidad. Swiss Towers AG es la primera empresa de torres de Suiza y administra en la actualidad 2.339 emplazamientos en todo el territorio suizo, con una mayor presencia en los cantones del norte y el oeste. El 32% de estos puntos están situados en zonas urbanas y el 64% en azoteas, que ofrecen condiciones idóneas para el futuro despliegue y densificación de instalaciones asociadas al 4G y el 5G. Como sucede en otros mercados europeos, el mercado suizo de las telecomunicaciones móviles está conociendo un notable crecimiento en los datos móviles, por lo que se espera un aumento continuado año tras año superior al 45% durante el próximo lustro. Tras el acuerdo con Salt en mayo de 2019, Cellnex gestiona una cartera de más de 6.000 emplazamientos y se consolida definitivamente en Suiza.

### Cellnex Irlanda
Cellnex alcanzó en septiembre de 2019, un acuerdo con InfraVia Capital Partners para la adquisición del operador de torres y emplazamientos de telecomunicaciones irlandés Cignal. La compañía opera actualmente 546 emplazamientos en Irlanda y pasa a ser el séptimo país en el que Cellnex desarrolla su actividad en Europa.